# HMCS Prince Rupert (K324)
«Принс-Руперт» (англ. HMCS Prince Rupert (K324) — військовий корабель, фрегат типу «Рівер» Королівського військово-морського флоту Канади за часів Другої світової війни.
Фрегат «Принс-Руперт» був закладений 1 серпня 1942 року на канадській верфі британської компанії Yarrow Shipbuilders в Іскваймолті. 3 лютого 1943 року він був спущений на воду, а 30 серпня 1943 року увійшов до складу Королівських ВМС Канади. 15 січня 1946 року виведений до резерву. 1947 році розібраний на брухт.

## Історія служби
13 березня 1944 року глибинними бомбами з канадського фрегата «Принц Руперт», есмінця ВМС США «Гобсон», ескортного есмінця ВМС США «Гверфілд», літаків королівських ВПС та літака з ескортного авіаносця ВМС США «Боуг» потоплений німецький підводний човен U-575. 18 членів екіпажу загинули, 37 врятовано.